# 鈴木謙作
鈴木 謙作（すずき けんさく、1885年 - 没年不詳）は、日本の映画監督、脚本家である。新劇の影響を受け、サイレント映画時代の日活現代劇部で活躍、のちに牧野省三傘下に入り、直木三十五の映画製作の最末期に協力した。

## 来歴・人物
1885年（明治18年）、横浜市に生まれる。商業学校（旧制）を卒業後、島村抱月に師事、演劇に興味を持った。川崎の日本蓄音器商会（のちの日本コロムビア、現在のコロムビアミュージックエンタテインメント）で演芸レコードの録音現場に携わったのちに、小松商会高田馬場撮影所で映画監督となる。当時の作品歴は不明である。
1920年（大正9年）、35歳になるころ、日活向島撮影所に入社、第1作は『勝利者』でその後1922年（大正11年）までに12本を監督するが、1923年（大正12年）の女優解禁後の『渦潮』から頭角を現し始める。『旅の女芸人』、『愛慾の悩み』、『人間苦』、『紋清殺し』といった佳作を残す。同年9月1日の関東大震災による向島撮影所の壊滅後、鈴木は京都の日活京都撮影所第二部（現代劇部）へ移転した。1924年（大正13年）には、溝口健二、大洞元吾、近藤伊与吉との共同監督作『伊藤巡査の死』に名をつらね、村田実原作、細山喜代松脚色の『籠の鳥 姉妹篇 恋慕小唄』を手がけ、1925年（大正14年）の松竹・東亜キネマ・日活の3社競作『大地は微笑む』の第三篇を監督した。
同年、鈴木を頼って入社した芝蘇呂門こと佐々木美長のオリジナル脚本『血の人形』を監督したあと、同作の主演女優の宮部静子との恋愛問題で撮影所内で評判がよくなかったらしく、芝をつれて同社を退社、マキノ・プロダクションに入社した。宮部も鈴木との結婚後、1926年（大正15年）5月に日活を退社している。
マキノでの鈴木は、1927年（昭和2年）に芝の脚本で『鈴蘭の唄』と『獣人』を撮り、その当時マキノと提携していた直木三十五の連合映画芸術家協会製作、菊池寛原作の『新珠』、三上於菟吉原作の『炎の空』をいずれも直木の執筆した脚本で撮ったが、病を得て同年引退した。42歳のころであった。
晩年は内外タイムス社（当時読売新聞社系）に勤務した。同社の「内外タイムス」は1949年（昭和24年）6月1日創刊であり、当時すでに鈴木は64歳である。その後の消息はわからない。

## おもなフィルモグラフィ
- 『勝利者』 : 1920年　※作品の詳細は不明
- 『港の灯』 : 1921年　※作品の詳細は不明
- 『渦潮』 : 1923年　原作中村武羅夫、脚本若山治、主演山本嘉一、酒井米子
- 『旅の女芸人』 : 1923年　監督・脚本　主演鈴木歌子、酒井米子
- 『愛慾の悩み』 : 1923年　原作・監督・脚本　主演山本嘉一、鈴木歌子
- 『人間苦』 : 1923年　監督・脚本　主演山本嘉一、鈴木歌子
- 『紋清殺し』 : 1923年　脚本秦哀美、主演葛木香一、南光明
- 『伊藤巡査の死』 : 1924年　共同監督溝口健二・大洞元吾・近藤伊与吉、主演佐藤円治、林正夫
- 『籠の鳥 姉妹篇 恋慕小唄』 : 1924年　原作村田実、脚色細山喜代松、主演水島亮太郎、酒井米子
- 『大地は微笑む 第三篇』 : 1925年　原作吉田百助、脚本畑本秋一、主演中野英治、岡田嘉子　※松竹・東亜キネマ・日活の3社競作
- 『血の人形』 : 1925年　原作・脚本佐々木美長、主演宮部静子
- 『鈴蘭の唄』 : 1927年　原作・脚本芝蘇呂門、主演津村博、都賀静子
- 『獣人』 : 1927年　原作・脚本芝蘇呂門、主演都賀清司、那智恵美子
- 『新珠』 : 1927年　原作菊池寛、脚本直木三十五
- 『炎の空』 : 1927年　原作三上於菟吉、脚本直木三十五　※遺作

## 関連事項
- 日活京都撮影所
- マキノ・プロダクション （牧野省三）
- 連合映画芸術家協会 （直木三十五）